# 睡眠ポリグラフ検査
睡眠ポリグラフ検査（すいみんポリグラフけんさ）とは、睡眠関連疾患の診断に用いられる検査の一つである。終夜睡眠ポリグラフ検査、終夜睡眠ポリグラフィー検査ともいう。

## 用語
日本語で「睡眠ポリグラフ」などと呼ばれることがあるのは、ポリソムノグラフィ（英: polysomnography ; PSG）である。典型的には、睡眠時における脳波、呼吸、脚の運動、あごの運動、眼球運動（レム睡眠とノンレム睡眠）、心電図、酸素飽和度、胸壁の運動、腹壁の運動などを記録するものであり、個々の検査記録はポリソムノグラム（英: polysomnogram）という。somno-は「睡眠」を意味する（ラテン語: somnus）。なお、ポリグラフは、脳波などの生理現象を計測・記録する装置を指す。

## 検査機器、検査部位
- 脳波
- 呼吸
- 四肢の運動
- あごの運動
- 眼球運動
- 心電図
- 酸素飽和度
- 胸壁の運動
- 腹壁の運動
- 体位、体動
- 血圧

医療機関によっては、必ずしも上記の検査を全て行うわけではない。

## 検査の種類
- 終夜睡眠ポリグラフ（PSG）検査

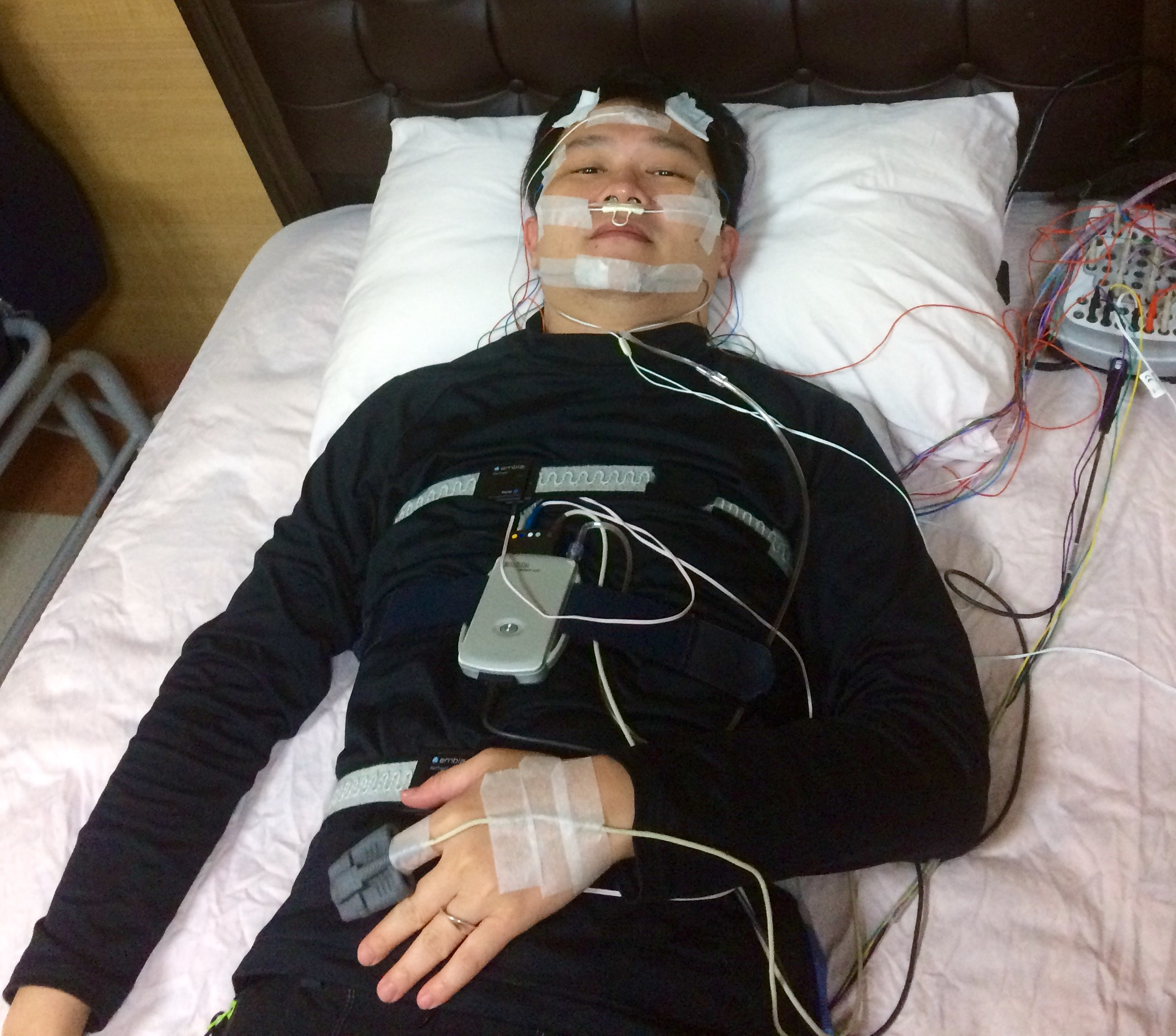
入院記録における一晩の診断のための機器の使用

  - 一泊二日で、夜間の睡眠を測定する。入眠潜時、睡眠の深さと質、睡眠中断を引き起こす症状（睡眠時無呼吸症状、むずむず脚症状、不随意運動（手脚の瞬間的痙攣）など）の有無などを測定する。
- 反復睡眠潜時検査（MSLT）
  - 通常、終夜睡眠ポリグラフ検査の翌日（日中）に、2時間程度の間隔で複数回繰り返して検査を行う。入眠潜時の長短、睡眠開始時レム睡眠期（Sleep-onset REM period, SOREMP）の出現有無、夢見の有無（被験者申告）を測定する。
  - 日本においては2008年4月より、ナルコレプシーと特発性過眠症の眠気水準の検査を目的としたMSLTに対して保険が適用されるようになった[1]。

## 検査内容と睡眠障害との関係
- 安静覚醒閉眼時の基礎律動
  - 健常者においては、後頭部優位のα波を主体とし、前頭部に低振幅β波が一部見られる。
- 開眼／閉眼時の脳波変化
  - 健常者においては、開眼時、α波出現が抑えられる。
  - ナルコレプシーでは、開眼時、びまん性のα波活動が見られることがある。
- 光源点滅刺激時の脳波変化
  - 閉眼状態で、顔面20～30cm程度の位置で、周期3～30Hz程度で光源を点滅させ、そのときの脳波変化を測定する。
  - 健常者においては、周期的な点滅刺激に誘導され、点滅周期と同じか調和関係にあるサイクルの波が優位に出現する。
  - てんかんの一部には、光源点滅刺激により異常波を誘発する場合がある。
- 過呼吸時／過呼吸後の脳波変化
  - 閉眼状態で、2～3秒/回の頻度で深呼吸を3分間継続し、過呼吸状態(3分間)と過呼吸後(2分間程度)の脳波の変化を測定する。過呼吸中は、脳波が徐波化し振幅が増大傾向となるが、この徐波の有無に注目して測定を行う。
  - 健常者においては、徐波化に伴う顕著な変化はほとんど発生しない。
  - てんかんの一部には、過呼吸により失神発作および異常波を誘発する場合がある。
- 音による脳波変化
  - 閉眼状態で、拍手等の音に対する脳波の変化を測定する。
- 単発での睡眠における各ステージの脳波状況
  - 入眠潜時の長短、睡眠開始時レム睡眠期の出現有無、異常波の出現、睡眠中断の原因となる身体異常の有無などを測定する。
- 入眠潜時の長短（日中）
  - 日中の眠気の強さを示す。過眠症状の有無や強さを、客観的に測定することが可能となる。
- 入眠潜時の長短（終夜）
  - 寝つきの良し悪しを示す。不眠症状の訴えに対し、不眠の状況を客観的に測定することが可能となる。
- 睡眠の深さ
  - 日中の過眠症状の原因が、夜間の不眠症状によって引き起こされていることがある。終夜通しての脳波測定により、深い睡眠が充分に確保できているか、（別項と被るが）睡眠中断により睡眠が浅いものとなっていないかを確認することができる。
- 睡眠の質
  - 健常者においては、約90分を周期とする睡眠サイクルが存在する。終夜通しての脳波測定により、このサイクルが適切に行われているかを確認することが可能となる。
  - ナルコレプシーでは、一定周期でないレム睡眠が頻発する。
- 睡眠開始時レム睡眠期の有無
  - ナルコレプシーでは、睡眠開始時にレム睡眠期が高頻度で見られ、ICSDの診断基準にも盛り込まれている。入眠時かなしばりや入眠時幻覚の原因と考えられている。
- 夢見の有無
  - ノンレム睡眠期の夢の記憶は不明瞭であり、夢自体も活動的でないものが多い。これに対し、レム睡眠期の夢の記憶は明瞭であり、夢自体も活動的かつ鮮明であることが多い。よく、夢を見る日と見ない日があると感じることがあるが、起床時にノンレム睡眠期であったかレム睡眠期であったかが大きな分岐点となる。
  - ナルコレプシーでは、睡眠開始時にレム睡眠期が高頻度で見られるため、それに伴って、鮮明な夢や入眠時幻覚を見ることがある。被験者に夢の有無を確認することで、これらの状況と脳波を照らし合わせて診断することが可能となる。
- 睡眠中断を引き起こす症状の有無
  - 睡眠時無呼吸症候群では、睡眠時、呼吸停止に伴う睡眠中断が観察される。
  - むずむず脚症候群では、入眠時や睡眠時、脚を動かす動作に伴う睡眠中断が観察される。
  - 周期性四肢運動障害では、睡眠時、手足の痙攣動作に伴う睡眠中断が観察される。

補足：検査項目の中には、てんかんの診断に関するものもあるが、睡眠不足はてんかん発作を誘発するなどの関係から本節に記載しておく。